# Dr. Jekyll and Mr. Hyde (film 1920 Robertson)
Il dottor Jekyll e Mr. Hyde è un film muto del 1920 per la regia di John Stuart Robertson, tratto dal romanzo di Robert Louis Stevenson Lo strano caso del dottor Jekyll e del signor Hyde del 1886 e interpretato da John Barrymore.

## Trama
Il dott. Henry Jekyll è un medico irreprensibile, devoto verso i malati e attivamente impegnato nella ricerca scientifica. Il suo futuro suocero, Sir George Carew, lo pungola circa la doppia personalità dell'individuo umano e sulla sua doppia natura. Gli esperimenti di laboratorio lo porteranno presto a scoprire un siero capace di separare il bene dal male nella personalità di colui che lo assumerà. Egli non esita a sperimentare presto il composto chimico su se stesso, subendo una tremenda metamorfosi in un individuo soltanto malvagio, a cui dà nome Mr. Hyde.
Egli è affascinato dal primo esperimento e più e più volte assumerà le fattezze di Hyde (salvo rientrare nei panni di Jekyll tramite l'assunzione di un antidoto): frequenta i locali malfamati di Soho, costringe a sé la giovane Theresa ed è sempre più gratuitamente violento. Hyde ormai ha preso definitivamente il sopravvento su Jekyll, ma è tardi per interrompere l'esperimento?

## Produzione
Il film fu prodotto dalla Famous Players-Lasky Corporation, girato nel gennaio/febbraio 1920 negli stabilimenti Astoria della Paramount a New York e a Long Island.
John Barrymore si divise tra le riprese di questa pellicola e l'opera teatrale del Riccardo III di cui era protagonista. Questo non gravò sulla sua recitazione, ma lo portò ad un esaurimento nervoso dopo la fine delle riprese.
Nello stesso anno, venne girato un altro film dallo stesso soggetto, un Dr. Jekyll and Mr. Hyde diretto da J. Charles Haydon e interpretato da Sheldon Lewis. Questa seconda versione venne distribuita in aprile.

## Distribuzione
Il film fu distribuito dalla Famous Players-Lasky Corporation e dalla Paramount Pictures. Fu presentato in prima a New York nel marzo 1920.

### Date di uscita
IMDb e DVD Silent Era Archiviato il 13 dicembre 2010 in Internet Archive.
- USA	18 marzo 1920	 (New York City, New York)
- USA	aprile 1920
- Giappone	18 febbraio 1921
- UK	    18 luglio 1921
- Finlandia	10 ottobre 1921
- Portogallo	4 maggio 1965	 (limited)
- USA 1999 DVD
- USA 2001 DVD
- USA 2002 DVD
- USA 2003 DVD
- USA 2004 DVD
- Finlandia	6 novembre 2004	 (Iik!! Horror Film Festival)
- USA 2008 DVD

Alias
- Dr. Jekyll and Mr. Hyde	USA (titolo originale)
- O Médico E o Monstro	Brasile / Portugal
- Dr. Jekyll és Mr. Hyde	Ungheria (imdb display title)
- Dr. Jekyll e Mr. Hyde	Italia
- El hombre y la bestia	Spagna
- Kyouheru akuma	Giappone
- Tohtori Jekyll'in salaisuus	Finlandia